# Bergland (Schiff, 1954)
Die Bergland ist ein Gierseilkatamaran, der als Personenfähre die an der Oberelbe gelegenen Ortsteile Oberrathen und Niederrathen im Landkreis Sächsische Schweiz-Osterzgebirge des Landes Sachsen verbindet. Er ist als technisches Denkmal des Landkreises unter der Objektdokumentennummer 09223912 registriert.

## Geschichte
Das Schiff wurde 1954 unter der Baunummer 121 in der Dresdner Schiffswerft Laubegast für den VEB Nahverkehr Pirna auf Kiel gelegt. Es wurde nach Fertigstellung als Fährschiff an Kilometer 22,7 auf der Oberelbe im Kurort Rathen eingesetzt und für maximal 322 Personen zugelassen. Eigner ist heute die Gemeinde Rathen.

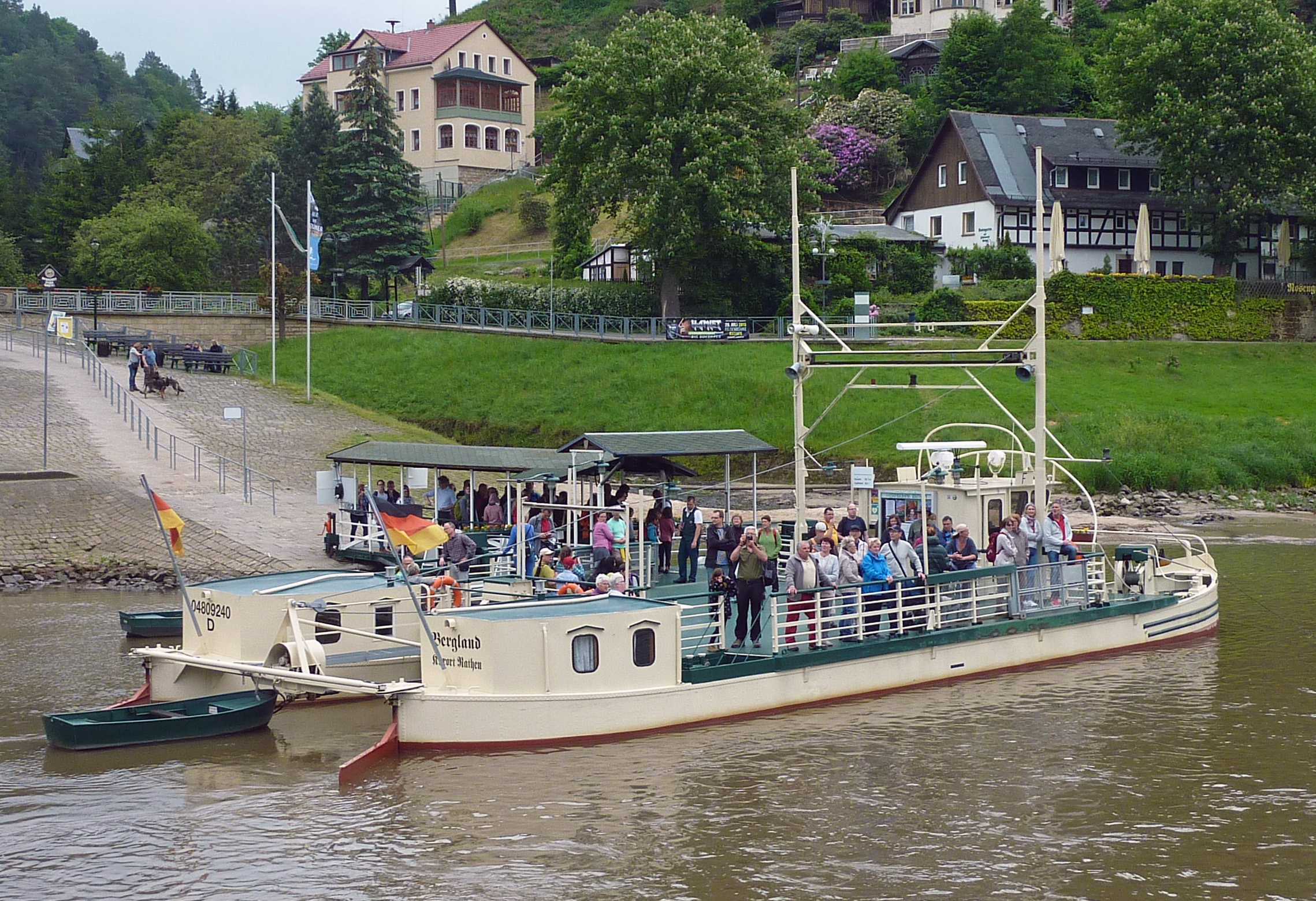
Bergland 2016 an der Fährstelle Niederrathen

Die Schiffsschale bestand zuerst aus Holz. 1970 wurde die Fähre umgebaut. Die zwei Schwimmkörper mit kurz gebogener Kimm sowie die Aufbauten des Fahrzeuges sind aus Stahl gefertigt. Der Katamaran nutzt zur Überquerung des Gewässers die Strömung unter Zuhilfenahme eines Gierseiles. Durch die wirkenden Querkräfte wird der Schiffskörper zum jeweils anderen Ufer gedrückt. Im Unterschied zu ursprünglichen Gierseilfähren nutzt die Bergland zwei Ruder zur Querstellung des Rumpfes. Gelbe Sperrtonnen verweisen auf die Position des Gierseiles. Befindet sich das Schiff auf Oberrathener Seite, kann der Fluss an dieser Stelle von anderen Wasserfahrzeugen nicht passiert werden. Die Fähre ist mit AIS-Technik ausgerüstet.
Im Winterhalbjahr wird die zulässige Passagieranzahl auf 250 herabgesetzt, sodass nur ein Besatzungsmitglied zum Betrieb erforderlich ist. In der Saison muss die Gemeinde einen zweiten Fährmann einsetzen, wenn mehr als 100 Fahrgäste an Bord sind. 2011 wurde eine Landrevision durchgeführt.
2023 kostete die Einzelfahrt 1,50 Euro und die Hin- und Rückfahrt 3,00 Euro (ermäßigt 1,00 Euro bzw. 2,00 Euro). Für die rund 100 Meter lange Überfahrtsstrecke werden etwa fünf Minuten benötigt.

## Vorkommnisse
2016 kam es zu einem tödlichen Unfall eines Stehpaddlers, der sich an einer Gierseiltonne verfing und ertrank.